# Spider Season
Spider Season ist ein Jazzalbum von Nick Dunston. Die am 31. Oktober 2021 im The Creamery Studio in Brooklyn entstandenen Aufnahmen erschienen am 15. Juli 2022 auf Out of Your Head Records.

## Hintergrund
Mit nur 23 Jahren habe der Brooklyner Bassist Nick Dunston das Jahr 2019 damit verbracht, Live-Sessions mit Avantgarde-Koryphäen wie Vijay Iyer, Mary Halvorson und Tyshawn Sorey zu spielen, notierte Jude Noel; zudem bekam er ein einjähriges Stipendium beim Veranstaltungsort Roulette und veröffentlichte sein erstes Album als Bandleader, Atlantic Extraction, das in einer rhapsodischen JazzTimes-Rezension zum „Debüt des Jahres“ erklärt wurde. Dunston hat in Interviews erwähnt, dass er sich als Teenager eher für die komplexen Arrangements des Bigband-Jazz als für die freie Form improvisatorischer Stile interessiert habe. Seine strukturellen Neigungen waren schon auf Atlantic Extraction deutlich zu erkennen; es war „ein kaleidoskopisches Werk, das Genres innerhalb von Genres und sich überschneidende Ideen enthüllte, die ineinander verschwammen, sobald man glaubte, sie verstanden zu haben“ so Noel. Spider Season, Dunstons zweites Album, würde diese Formel umkehren. Dunston verkleinerte seine Band zu einem Trio mit Kalia Vandever an der Posaune und DoYeon Kim an Gayageum, einem traditionellen koreanischen Saiteninstrument, und habe sich eher auf Variationen in der Technik als auf Arrangements eingelassen, um einen Zustand des Flusses aufrechtzuerhalten.
In einem Interview mit Anna Heflin (Whichsinfonia) äußerte sich Dunston zum gemeinsamen Prozess der Entstehung der Stücke auf Spider Season:
„Die meisten Tracks auf dem Album sind kleine Skizzen, von denen ich dachte, dass sie eine Umgebung bieten würden, in der wir uns gemeinsam engagieren können, während wir gleichzeitig eine Art Rahmen verwenden, um unsere Ideen zu fokussieren und zu verfeinern. Dies könnte die Form von Stücken annehmen, die insgesamt ziemlich vorgezeichnet sind, wo wir gewissermaßen ‚die Lücken füllen‘, oder Ideen, von denen wir abspringen, oder Ideen, zu denen wir schließlich gelangen. Es unterscheidet sich nicht allzu sehr von meiner anderen Arbeit beim Komponieren für Improvisatoren, obwohl ich sagen möchte, dass die Tracks auf Spider Season wahrscheinlich die nackteste Form der Notation sind, die ich ausführlich behandelt und dokumentiert habe. Einige der Tracks haben keine schriftliche Notation, sondern sind im Grunde genommen Improvisationen, bei denen ich stark vereinfachte verbale Anweisungen gegeben habe, bevor wir sie gespielt haben. Letztendlich wollte ich einfach ein Trio haben, bei dem ich den Musikern zu 100%i vertrauen kann, das aber auch Möglichkeiten und Wege aufzeigt, die ich damals oder sogar jetzt noch nicht sehen konnte oder kann.“

## Titelliste
- Nick Dunston: Spider Season (Out of Our Head Records)

1. Dystopian Christmas
2. Rewind Fee
3. Thousand-Year-Old Vampire
4. Ficus Elastica
5. Pre-Nasal Tension
6. Vicious Daily Fashion
7. Der Dunst
8. Spider Season
9. Inhale/Exhale
10. Pollinator
11. Venera 3

Die Kompositionen stammen von Nick Dunston.

## Rezeption
Obwohl sich Dunston bereits als qualifizierter und produktiver Sideman erwiesen habe, bestätige das Album, dass Dunstons wahres Talent in Komposition und Arrangement liege, lobt Jude Noel in Pitchfork Media. Er übernehme oft die Führung auf dem Kontrabass und springe seinen Kollegen voraus, um dichte Cluster von Tönen herunterzurasseln. Aber seine Improvisationen seien genauso fesselnd, wenn er einen Schritt zurücktrete, mit seinem Bogen säge oder mit Effektgeräten spiele, um unheimliche Drones zu erzeugen. Er sei fasziniert von der Vielfalt an Texturen, die er und seine Bandkollegen mit ihren jeweiligen Instrumenten erzeugen können, und die stärksten Tracks von Spider Season konzentrieren sich auf ihr atonales Zusammenspiel. Selbst in einer Trio-Besetzung schaffe Dunstons Neugier eine Fülle von Möglichkeiten. Keine zwei Stücke von ihm klingen jemals gleich.
Die Musik auf Spider Season erinnere glorreich an die experimentelle Unbekümmertheit der Loft-Jazz-Ära der 70er Jahre, schrieb Martin Johnson in JazzTimes, als auf ein Duettkonzert mit Flügelhorn und Fagott vielleicht ein Sextett aus drei Celli und drei Flöten folgte; Jede Band würde aggressiv behaupten, wie der neue Klangmix die Tradition erweitere. Auch Dunston sei in vielerlei Hinsicht ein klanglicher Revolutionär, nicht zuletzt bei der Instrumentierung seiner Bands. Sein Trio mit Kalia Vandever an Posaune und Effekten sowie DoYeon Kim an Gayageum sei eine passende Fortsetzung seines großartigen Debüts Atlantic Extraction (2019), das ein Quintett mit einer Frontline aus Gitarre, Flöte und Violine enthielt.